# 건너지 못하는 강 (영화)
《건너지 못하는 강》은 한국에서 제작된 조긍하 감독의 1963년 드라마, 멜로/로맨스 영화이다. 김진규 등이 주연으로 출연하였고 엄심호 등이 제작에 참여하였다.

## 출연

### 주연
- 김진규
- 김혜정
- 박암

## 제작진
- 조명: 장기종
- 미술: 박석인